# Ananke (satelit)
Ananke /a'nan.ke/ este un satelit neregulat retrograd al lui Jupiter . A fost descoperit de Seth Barnes Nicholson la Observatorul Mont Wilson în 1951  și poartă numele mitologicei Ananke, personificarea necesității și mama Moiraelor (Soartele) cu Zeus . Forma adjectivală a numelui este anankean .
Ananke nu și-a primit numele actual  decât în 1975;  înainte de atunci, era pur și simplu cunoscut sub numele de Jupiter XII . A fost numit uneori „Adrastea”  între 1955 și 1975 ( Adrastea este acum numele unui alt satelit al lui Jupiter).
Ananke dă numele grupului Ananke, sateliți retrograzi neregulați care orbitează în jurul lui Jupiter între 19,3 și 22,7 Gm, la înclinații de aproximativ 150°. 

## Orbită

Sateliți neregulați retrograzi ai lui Jupiter.

Ananke îl orbitează pe Jupiter pe o orbită retrogradă cu o excentricitate ridicată și înclinație mare. Cincisprezece sateliți neregulați care îl orbitează pe Jupiter au fost descoperiți începând cu anul 2000 urmând orbite similare.  Elementele orbitale sunt din ianuarie 2000.  Ele se schimbă continuu din cauza perturbațiilor solare și planetare. Diagrama ilustrează orbita lui Ananke în relație cu alți sateliți neregulați retrograzi ai lui Jupiter. Excentricitatea orbitelor selectate este reprezentată de segmentele galbene (se extind de la pericentru la apocentru ). Cel mai îndepărtat satelit obișnuit Callisto este localizat pentru referință.
Având în vedere aceste elemente orbitale și caracteristicile fizice cunoscute până acum, Ananke este considerată a fi cea mai mare rămășiță  a unei spargeri originale care a format grupul Ananke .  

## Caracteristici fizice

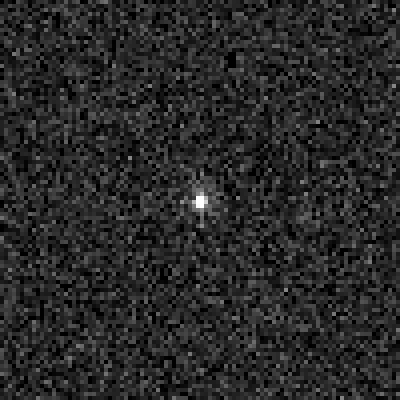
Imagine cu o singură expunere a lui Ananke făcută de către nava spațială Wide-field Infrared Survey Explorer (WISE) în 2010

În spectrul vizibil, Ananke pare neutru până la roșu deschis ( indici de culoare BV=0,90 VR=0,38). 

Spectrul infraroșu este similar cu asteroizii de tip P, dar cu o posibilă indicare a apei. 